# Ulrich Erfurth
Ulrich Erfurth (22 de marzo de 1910 – 19 de septiembre de 1986) fue un director teatral, cinematográfico y televisivo alemán.

## Biografía
Su nombre completo era Ulrich Wilhelm Erfurth, y nació en Elberfeld, Alemania. Erfurth estudió germanística e historia del arte en las Universidades de Colonia y Berlín. En otoño de 1931 empezó su carrera teatral como asistente en Wuppertal, y en 1932 dirigió su primera obra en dicha ciudad.
En la temporada 1934/35 trabajó como director en Coblenza, y en 1935 llegó al Preußisches Staatstheater Berlin, donde Gustaf Gründgens le había ofrecido un puesto de ayudante de dirección. Erfurth llevó a escena Madame sans Genê (de Victorien Sardou), El caballero del milagro (de Lope de Vega) y Karl III. und Anna von Österreich (de Manfried Rössner). Al mismo tiempo se ocupó como ayudante de dirección cinematográfico, participando en producciones como Friedemann Bach (1940/41). En 1944 dirigió su primer film, la comedia Erzieherin gesucht.
Finalizada la Segunda Guerra Mundial, Erfurth fue trabajador agrícola en 1945/46 en la Alta Baviera. Desde 1946 a 1949 fue director en el Kammerspiele de Hamburgo, en 1949 llegó como director al Schauspielhaus de Düsseldorf, siendo director del mismo desde 1951. Allí dirigió Hamlet (1949), Wallenstein (1953) y Seis personajes en busca de autor (1953).
En 1955 pasó al Schauspielhaus de Hamburgo, donde fue suplente de Gründgens. Allí representó Wallenstein (1955), Rose Bernd (1956), La visita de la anciana dama (1956, con Elisabeth Flickenschildt), Los físicos (1962/63, también con Flickenschildt) y Der Hofmeister (1960, con Heinz Reincke).
Asumio en 1964 la dirección del Instituto Teatral de la Universidad de las Artes de Folkwang. Entre 1965 y 1968 fue subdirector del Burgtheater de Viena, de 1968 a 1972 director general de los Städtische Bühnen de Fráncfort del Meno, y desde 1965 a 1975 dirigió el Festival de Bad Hersfeld. En éste representó El rey Lear y Napoleon oder Die hundert Tage. Posteriormente trabajó como director invitado en diferentes escenarios, concediendo en su trayectoria gran importancia a la fidelidad, negándose a la experimentación.
Además de su faceta teatral, también trabajó para el cine y la televisión, con producciones de estilo bastante convencional, muchas de ellas comedias y cintas de género heimat. Solamente Frucht ohne Liebe, que trataba sobre la infertilidad, se salió de lo común, causando escándalo en el año de su estreno, 1956.
Ulrich Erfurth falleció en Hamburgo, Alemania, en el año 1986.

## Filmografía (selección)
- 1945 : Erzieherin gesucht
- 1948 : Finale
- 1949 : Schicksal aus zweiter Hand (como actor)
- 1953 : Keine Angst vor großen Tieren
- 1954 : Rittmeister Wronski
- 1954 : Columbus entdeckt Krähwinkel
- 1955 : Eine Frau genügt nicht? (también guionista)
- 1955 : Reifende Jugend
- 1956 : Heidemelodie
- 1956 : Frucht ohne Liebe
- 1956 : Drei Birken auf der Heide
- 1958 : Colombe (telefilm, también guionista)
- 1960 : Himmel, Amor und Zwirn
- 1961 : Der Hochtourist
- 1961 : Mein Mann, das Wirtschaftswunder
- 1962 : Der tolle Tag (telefilm, también guionista)
- 1963 : Das Leben ist ein Traum (telefilm)
- 1963 : Signor Rizzi kommt zurück (telefilm)
- 1964 : Das wissen die Götter (serie TV)
- 1964 : Der Apoll von Bellac (telefilm)
- 1966 : Die Troerinnen (telefilm)
- 1969 : Cäsar und Cleopatra (telefilm)
- 1971 : Maestro der Revolution (telefilm)

## Radio
- 1949 : Du kannst mir viel erzählen – con Heinz Rühmann, Elfriede Kuzmany, Gisela Mattishent, Inge Schmidt, Grete Weiser y Gustl Busch
- 1959 : Urfaust, de Johann Wolfgang von Goethe – con Klausjürgen Wussow, Charles Regnier, Gertrud Kückelmann y Elisabeth Flickenschildt